# 908
| [ Edytuj tabelę ]          |                                                |
| Król Anglii                | - 899 Edward Starszy 924                       |
| Hrabia Aragonii            | - 893 Galindo II 922                           |
| Król Armenii               | - 890 Symbat I Męczennik 913                   |
| Hrabia Barcelony           | - 897 Wilfred Borrell II 911                   |
| Książę Bawarii             | - 907 Arnulf 937                               |
| Książę Burgundii           | - 880 Ryszard I Prawodawca 921                 |
| Cesarz Bizancjum           | - 886 Leon VI Filozof 912 - 886 Aleksander 913 |
| Chan Bułgarii              | - 893 Symeon I 913                             |
| Książę Czech               | - 895 Spitygniew I 915                         |
| Król Franków wschodnich    | - 900 Ludwik IV Dziecię 911                    |
| Król Franków zachodnich    | - 893 Karol III Prostak 922                    |
| Cesarz Japonii             | - 897 Daigo 930                                |
| Kalif                      | - 902 Al-Muktafi 908 - 908 Al-Muqtadir 932     |
| Król Khmerów               | - 889 Jaszowarman I 910                        |
| Wielki książę Kijowa       | - 882 Oleg Mądry 912                           |
| Patriarcha Konstantynopola | - 907 Eutymiusz I Synkellos 912                |
| Król Leónu                 | - 866 Alfons III Wielki 910                    |
| Król Mercji                | - 879 Aethelred 911                            |
| Król Nawarry               | - 905 Sancho I 926                             |
| Król Norwegii              | - 872 Harald Pięknowłosy 930                   |
| Papież                     | - 904 Sergiusz III 911                         |
| Książę Saksonii            | - 880 Otto Dostojny 912                        |
| Król Szkocji               | - 900 Konstantyn II 943                        |
| Doża Wenecji               | - 888 Pietro Tribuno 912                       |
| Książę Węgier              | - 907 Zoltán 947                               |

Rok 908 / CMVIII
stulecia: IX wiek ~
X wiek ~
XI wiek

lata: 898 «
903 «
904 «
905 «
906 «
907 «
908
» 909
» 910
» 911
» 912
» 913
» 918

## Urodzili się
- 11 listopada – Al-Mustakfi, dwudziesty drugi kalif Abbasydów (zm. 949)
- Al-Muttaki, abbasydzki kalif (zm. 968)
- Guo Chong, chiński generał (data przybliżona)
- Ibrahim ibn Sinan, abbasydzki matematyk (zm. 946)
- Kiyohara no Motosuke, szlachcic japoński (zm. 990)
- Thankmar, książę niemiecki z dynastii Ludolfingów. (data przybliżona)

## Zmarli
- 16 grudnia – Al-Abbas ibn al-Hasan al-Jarjara’i, muzułmański wezyr (ur. ?)
- 29 grudnia – Abdallah ibn al-Mu’tazz, jednodniowy kalif Abbasydów oraz arabski poeta (ur. ok. 861)
- Xuansha Shibei – chiński mistrz chan (ur. 835)
- Xuefeng Yicun – chiński mistrz chan (ur. 822)